# 奥地利科技學院

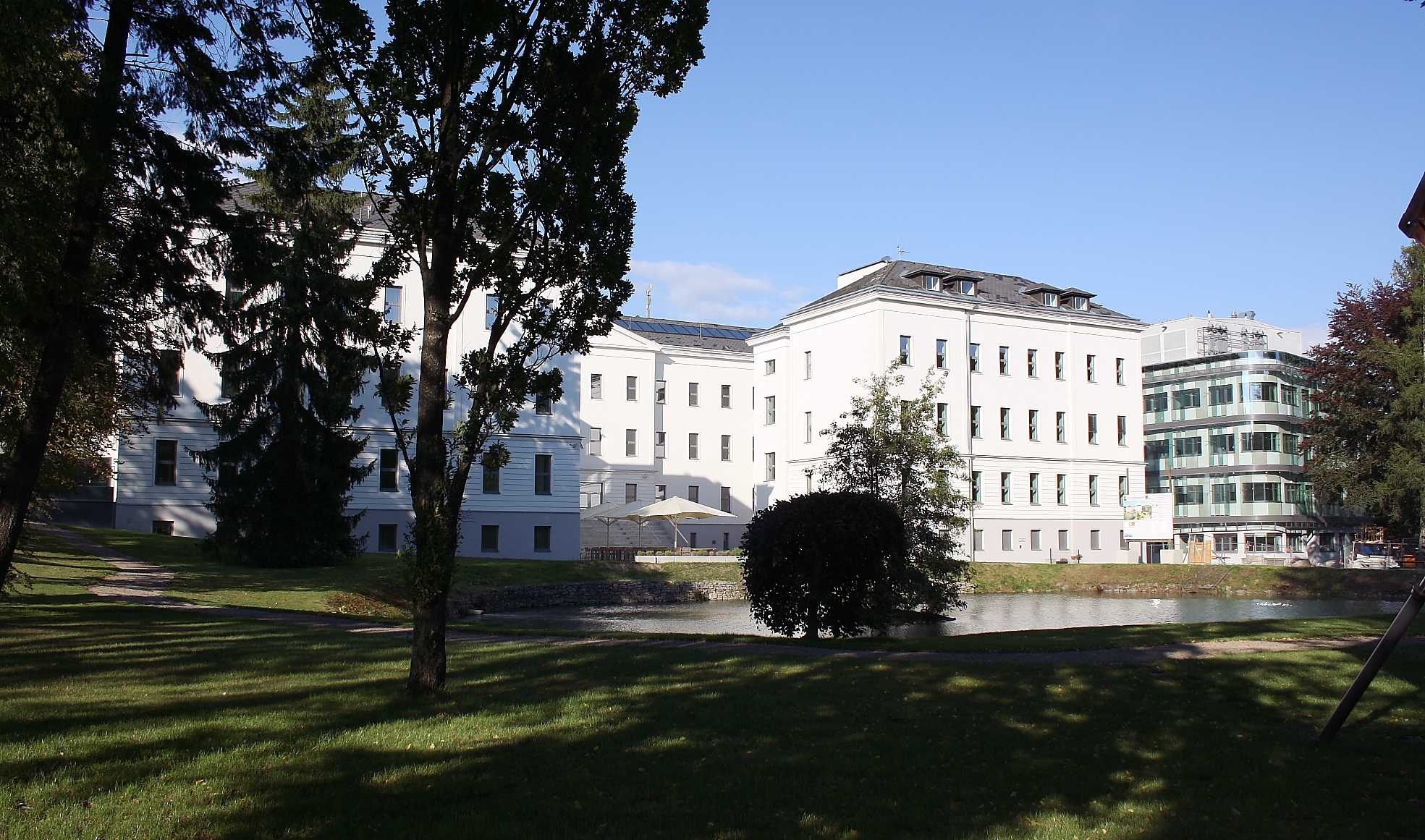
學院西南方的一角

奥地利科学技术研究所（德語：ISTA）是一家位於奧地利克洛斯特新堡的國際研究院，專注自然科學和數理科學研究。
學院的建議最初由物理學家安東·蔡林格於2002年提出，最終於2009年開幕。其建立模式參考了蘇黎世聯邦理工學院、魏茨曼科學研究學院和馬克斯·普朗克學會等組織。

## 外部連結
- 官方网站
- IST Austria: expansion "pretty much on schedule" (in German) （页面存档备份，存于）

48°18′38″N 16°15′40″E / 48.31056°N 16.26111°E